# Клуб Союза строителей
Дом Союза строителей — здание, расположенное в Басманном районе Центрального административного округа города Москвы, расположенное на ул. Доброслободской, д. 5. Здание является объектом культурного наследия регионального значения.

## История
Здание Союза строителей построено в 1927—1929 годах по проекту архитектора И. И. Фёдорова. Изначально здание использовалось как театральное, в частности, в 1930-х годах здесь функционировал театр «Постройка». Впоследствии здание было передано Московскому инженерно-строительному институту и использовалось как его дом культуры, имея официальное название «Дом культуры МИСИ им. В. В. Куйбышева». Одни из первых игр КВН («Клуб веселых и находчивых») проходили именно в этом здании.

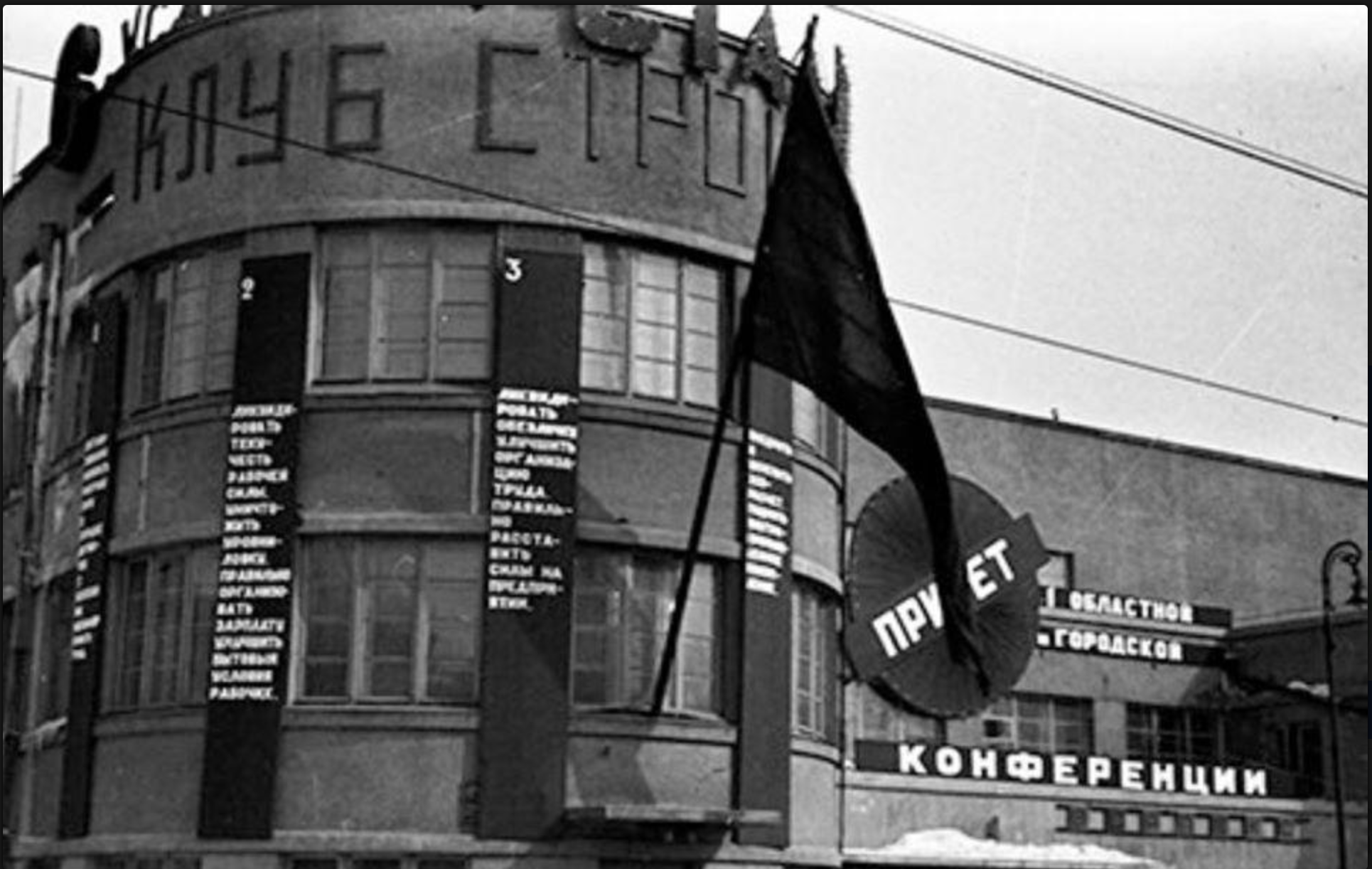
Дом Союза строителей

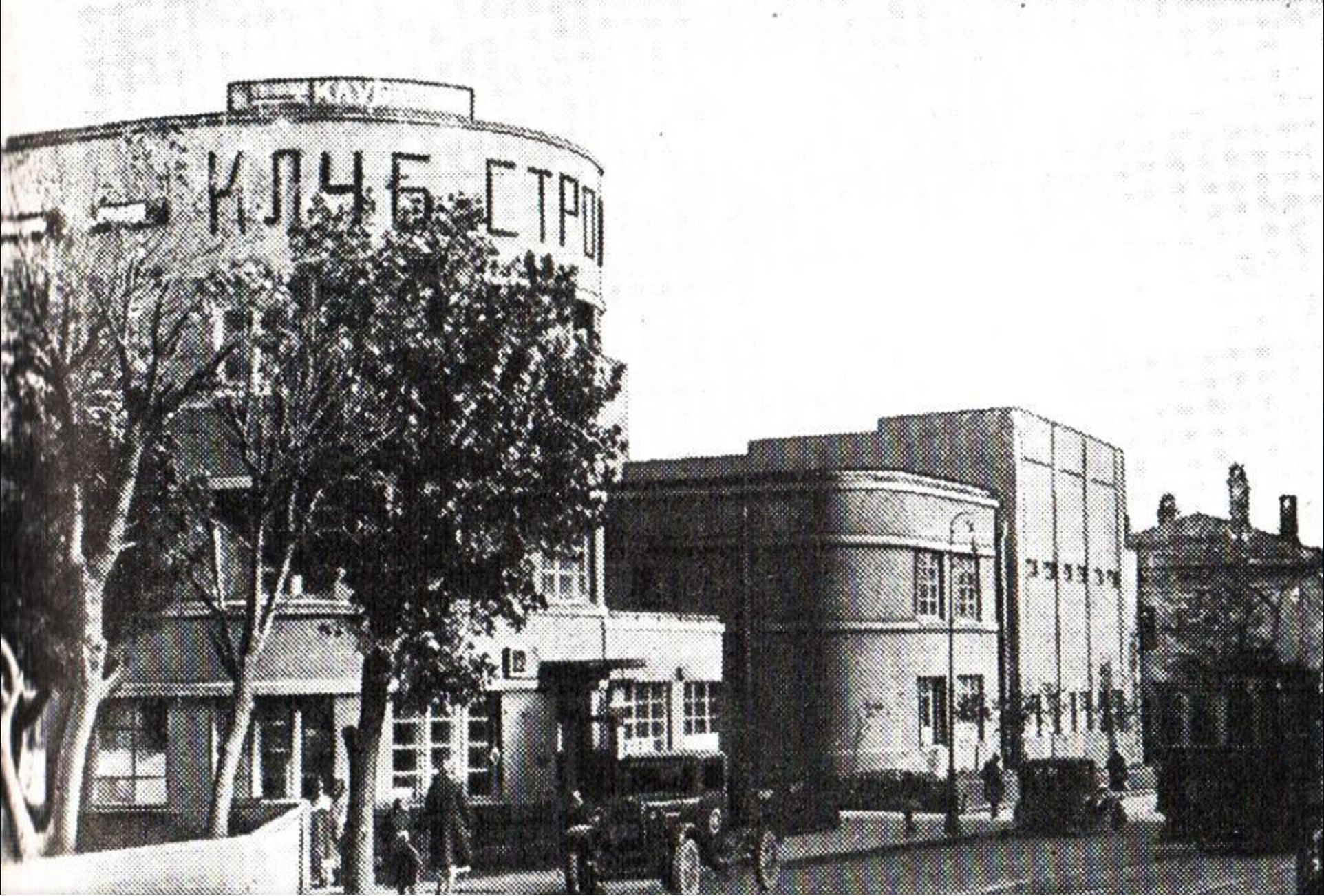
Дом Союза строителей на Доброслободской

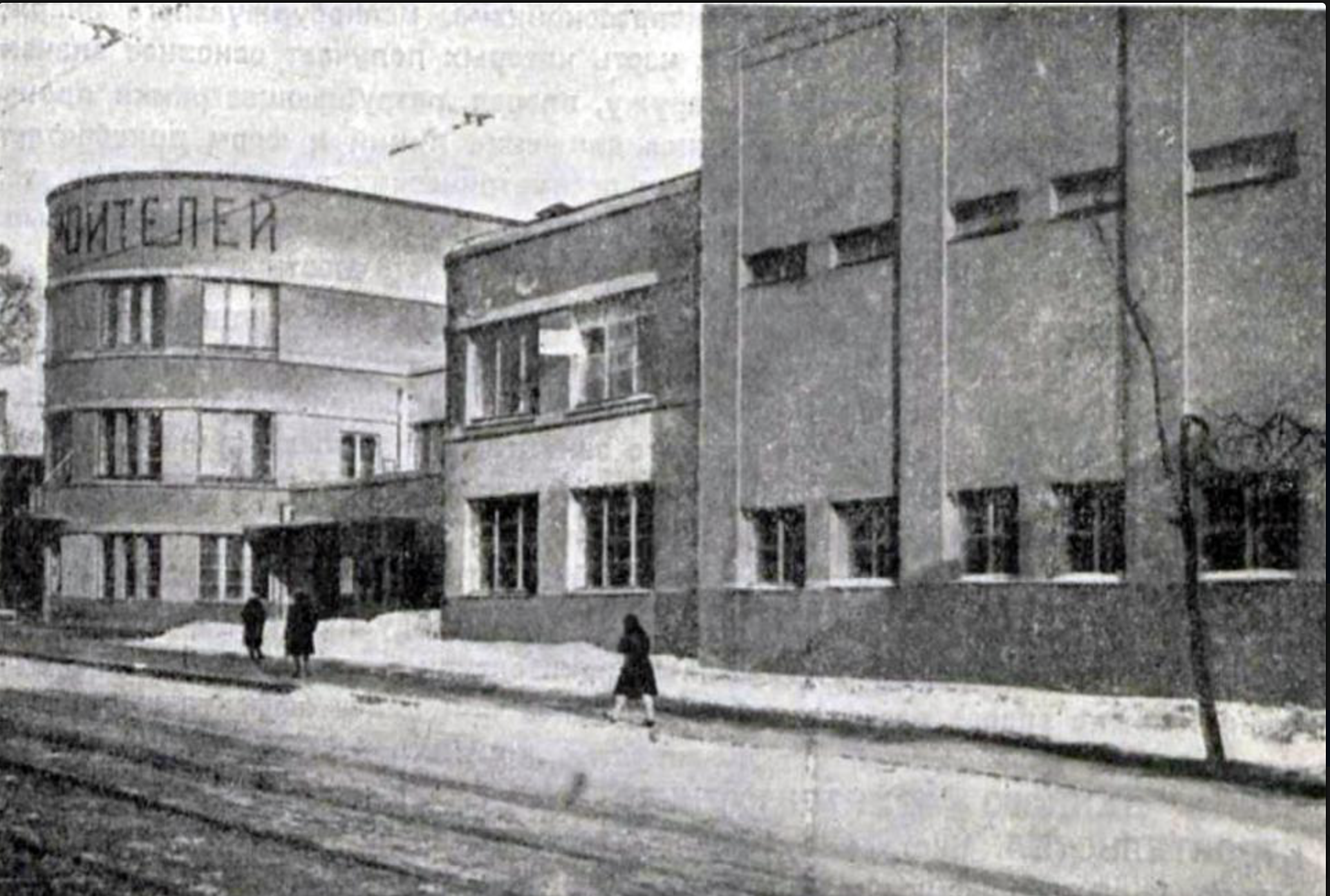
Дом Союза строителей

Известно, что с 1904 г. по 1915 г. участок будущего дома Союза строителей принадлежал Яни Януле Панайот, владелице кондитерской фабрики и особняка в Денисовском переулке.
С 1993 года здание принадлежит группе компаний ЛАНИТ, крупнейшему российскому ИТ-холдингу. Сегодня там располагаются дочерние предприятия группы — российский ИТ-дистрибьютор Treolan, негосударственное образовательное учреждение «Сетевая Академия ЛАНИТ» и компания Лантер, российский интегратор платежных решений.

## Архитектура
Здание построено в конструктивистском стиле, являясь его типичным образцом. Дом спроектирован из нескольких контрастирующих друг с другом по форме и массе объёмов, как бы врезающихся друг в друга трехэтажного цилиндра и двухэтажного параллелепипеда. Архитектурной особенностью здания является чередование относительно больших окон с открытой плоскостью оштукатуренных стен, что придает архитектурному решению динамику.
В настоящее время здание частично реконструировано, вследствие чего изменился и его экстерьер. В частности, заложено часть окон и вход в полукруглый объём, над ним срезан козырек, надстроен дополнительный этаж.